# يتون براي (بيدفوردشير)
يتون براي (بالإنجليزية: Eaton Bray)‏ هي قرية و أبرشية مدنية تقع في المملكة المتحدة في إنجلترا.  يقدر عدد سكانها بـ 3,240 نسمة .